# Миньковецька держава
Миньковецька держава — самопроголошена держава, створена подільським шляхтичем Ігнацієм Сцибор-Мархоцьким (1749–1827), власником Миньковецького ключа в тогочасному Ушицькому повіті Подільської губернії.

## Історія

### Заснування
Ігнацій Сцибор-Мархоцький успадкував містечко Миньківці зі всіма належними до нього фільварками та хуторами у 1788 р. Окрім Миньківців, І.Мархоцький став власником ряду сіл: Мислиборж, Городище, Катеринівка, Антонівка, Кружківці, Отроків, Хапанівка, Притулія, Тимків, Pobujna (с. Побійна), Pobujanka (с. Побіянка), Старик, Сивороги, Сеферівка, Ostoja (тепер с. Держанівка). Свої землі Сцибор-Мархоцький проголосив «Миньковецькою державою».
Як справжня держава, вона мала свої кордони, позначені стовпами із написом «Границя Миньковецької держави від Російського царства».

### Скасування панщини
Одним із найперших та найсерйозніших кроків правителя Миньковецької держави було звільнення своїх селян від кріпосної залежності та дарування їм особистої свободи. Про це йшлося в особливому акті, урочисто проголошеному 1 січня 1795 р. Цей акт «скасовував панщину і натомість запроваджував обов'язок селян платити чинш у розмірі 1 карб. 4 коп. за 100 сажнів землі».
Для увічнення в пам'яті майбутніх поколінь звільнення селян від кріпацтва, І.Мархоцьким було засноване особливе свято, з цього ж дня він починає величати себе графом. На думку тогочасного православного духовенства, згадане свято було введене на честь давньоримської богині землеробства Церери, хоча сам Мархоцький називав його святом жнив або обжинками.

### Судова система
Мархоцький був добре обізнаний у римському праві, працях Платона та творах французьких та російських просвітителів, тож відносини між мешканцями базувалися на законодавчих актах, які він створював сам.
Важливим кроком І. Мархоцького було створення суду «для здійснення справедливості серед підданих». У своїй діяльності судді користувались статутом із п'яти глав, де були визначені їхні права та обов'язки. Існував суд апеляційний та адміністративний. Кожне село мало свій колегіальний суд, що розглядав справи як перша інстанція. Суд другої (вищої) інстанції був у Миньківцях. У своїй діяльності він керувався статтями і положеннями римського права.

### Економіка

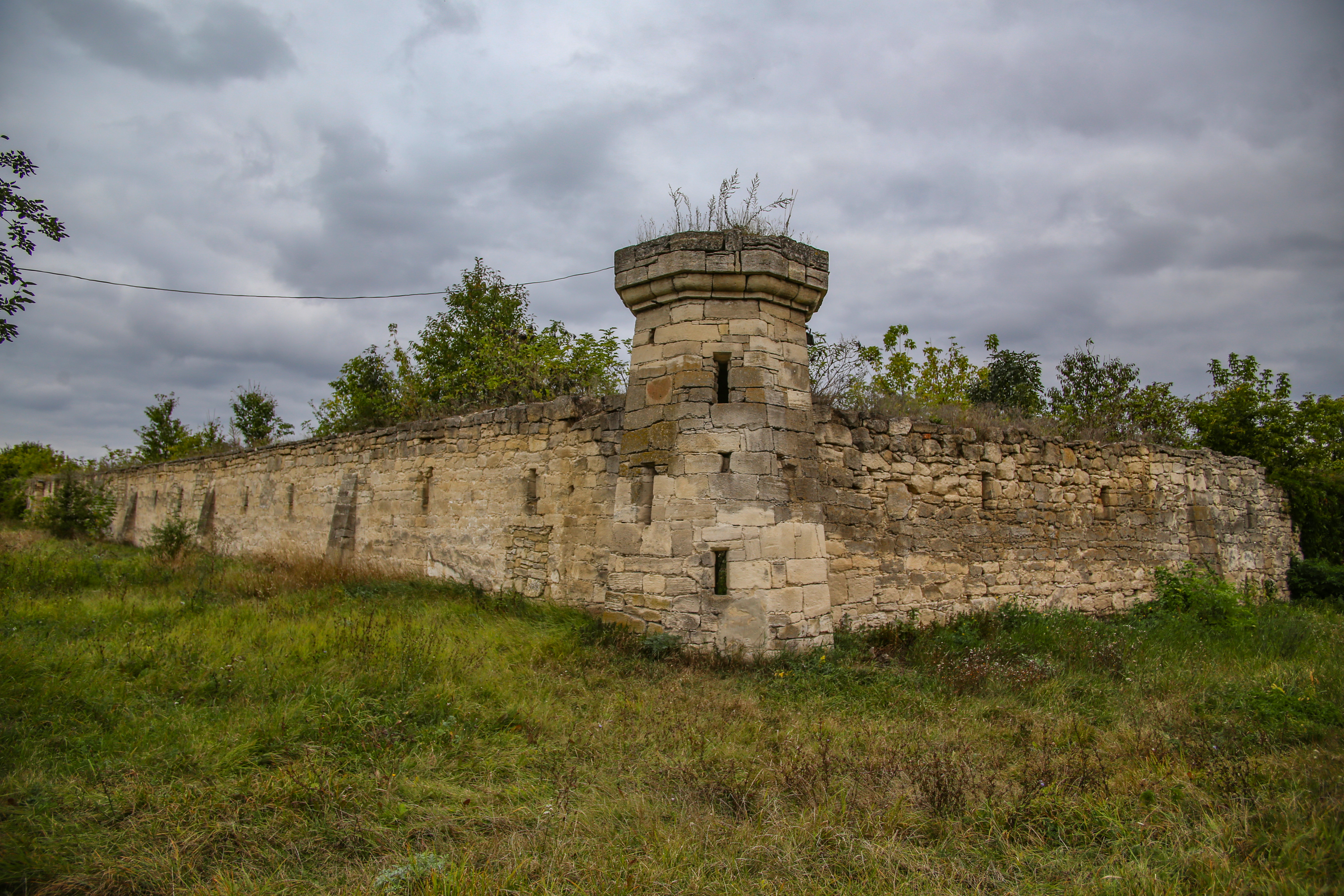
Огорожа з імітаційним «фортечним» муром садиби Сцибор-Мархоцького у с. Отроків

Окрім звільнення селян від панщини, І. Мархоцький дбав і про вдосконалення землеробства, і про покращення селянського добробуту. Економіка «Миньковецької держави» значно зросла. Тут працювали польська та єврейська друкарні, фабрики сукна й тканини, паперу, селітри, карет, лаку; цегельні, млини, винниці, годівлі тутових шовкопрядів. Діяли музична академія, хор і оркестр. Дороги обсаджувались декоративними та фруктовими деревами. Щороку із графського маєтку відряджався хліб човнами по Дністру в Чорне море, споряджалися валки возів із сільськогосподарською і промисловою продукцією на численні торги і ярмарки. Для внутрішнього вжитку випускали власні гроші.

### Занепад
На жаль, в умовах самодержавно-кріпосницького ладу такий феномен як «Миньковецька держава» І. Мархоцького з її демократичним соціально-економічним устроєм просто не мала шансів на виживання. Навіть попри підтримку населення та місцевого духовенства граф І. Мархоцький все ж не уник переслідування з боку церковної та світської влади. «За свои чудачества, — писав відомий краєзнавець Є. Й. Сіцинський, — особенно за учреждение языческих празднеств, Мархоцкий был судим и даже попал в тюрьму, затем освобожден; умер в 1827 г.»

## Пам'ять
Для відродження «Миньковецької держави» та вшанування пам´яті графа Сцибор-Мархоцького з 2008 року в селі Отроків Новоушицького району Хмельницької області проводиться етно-футуристичний «Фестиваль Отроків».